# Uitgavefunctie
In de micro-economie beschrijft de uitgavefunctie de minimale hoeveelheid geld die een persoon, gegeven een bepaald nutsfunctie en de prijzen, nodig heeft om een bepaald nutsniveau te bereiken. 
Neem aan dat er een nutsfunctie {\displaystyle u} bestaat die de preferenties voor L commodities beschrijft, dan geeft de uitgavefunctie 
{\displaystyle e(p,u^{*}):{\textbf {R}}_{+}^{L}\times {\textbf {R}}\rightarrow {\textbf {R}}}
aan welk geldbedrag nodig is om een nut gelijk aan u* te bereiken onder de aanname dat de prijzen worden gegeven door p.
Deze functie wordt gedefinieerd als
{\displaystyle e(p,u^{*})=\min _{x\in \geq (u^{*})}p\cdot x}
waar
{\displaystyle \geq (u^{*})=\{x\in {\textbf {R}}_{+}^{L}:u(x)\geq u^{*}\}}
de verzameling van alle goederenbundels is, die een nut geven dat ten minste gelijk is aan u*.